# Scamboneura nigrodorsalis
Scamboneura nigrodorsalis är en tvåvingeart som beskrevs av Alexander 1947. Scamboneura nigrodorsalis ingår i släktet Scamboneura och familjen storharkrankar. Inga underarter finns listade i Catalogue of Life.